# 新宿騒乱
新宿騒擾事件（しんじゅくそうじょうじけん）、通称新宿騒乱（しんじゅくそうらん）とは、1968年（昭和43年）10月21日に東京都新宿区で発生した極左暴力集団による暴動事件。

## 事件の経過

### 国際反戦デー
事件が起きた10月21日は国際反戦デーにあたり、反戦運動諸団体はベトナム戦争に反対する集会を各地で開いていた。新左翼諸党派も例外ではなく、1967年（昭和42年）8月8日に新宿駅で発生した米軍のジェット燃料タンク車爆発事故を捉えて、「新宿米タン闘争」と称して新宿駅での暴動を計画していた。この暴動では騒擾罪（そうじょうざい、現在の騒乱罪）が適用されたが、「騒擾罪をはねのけて闘うぞ」とアジるなど、始めから騒擾罪を覚悟しての犯行であった。
前日の20日、駅東口でベ平連・国際文化会議を中心とする街頭時局講演会が開かれ、小田実らによる抗議運動が行われていたが、これはあくまでも順法的なものであった。それに対し、新左翼の方は既に10月8日に「羽田闘争一周年」の集会後、燃料タンク列車の運行妨害のため、中核派・社学同・ML派とともに新宿駅構内に侵入し、144人が逮捕される事件を引き起こしており、二度目の騒擾でもあった。

### 反代々木系が集会後、新宿へ集結、騒擾罪適用へ
1968年（昭和43年）10月21日、中核派・ML派・第四インターは、明治公園及び日比谷野外音楽堂で集会を行った後、ゲバルト棒などで武装しながら、続々と約2,000人が新宿駅に集結し、各所で機動隊と衝突した。
21時頃、デモ隊は新宿駅東口の広場で決起集会を開き、その後再度駅構内に乱入した。電車のシートを外して、それを薪代わりにして放火し、南口を炎上させた。また、停車中の電車や信号機など駅施設に投石を繰り返した。
さらに、デモ隊の何倍もの数となる約2万人もの野次馬が集まったことから騒乱が拡大化し、構内は破壊された。新宿駅に接続する国鉄などの交通機能が麻痺状態に陥り、通勤・通学など、約150万人の利用客が影響を受けた。
警視庁公安部は10月22日0時15分になって騒擾罪の適用を決め、743人を逮捕した。列車は午前10時まで運転取りやめとなった。翌年の国際反戦デー闘争に於いても新左翼の学生数百人が駅構内に突入して破壊活動を行った。

## 裁判
1969年（昭和44年）、東京地方裁判所で行われていた裁判にて、東京地方検察庁はNHK、TBSが放映したテレビニュースの録画映像を証拠として提出した。同年10月24日、両局の報道局長は報道の自由を侵害するものだとして地検に証拠申請を取り下げるよう申し入れを行ったが、対応した検事正は「報道の自由を侵害するものではない」として受け入れなかった。

## その他
現在声優として活躍する若本規夫が当時警察官だった頃、正規の機動隊員ではなかったが人手不足対策として編成された「特別機動予備隊」として動員され、最前線で攻防に加わっていた。後に警察官という職業が不向きであると再認識し、約1年で辞める決断をした。

### マスメディア
- 国際反戦デー 新宿騒乱事件 - NHK放送史
- 昭和43年10月 中日ニュース No.771_1「新宿デモに騒乱罪」 - 中日映画社 - YouTube
- 昭和43年10月 中日ニュース No.772_1「初の学内捜索 -新宿騒乱-」 - 中日映画社 - YouTube
- SYND October 22, 1969. Students Hold a Demonstration in Tokyo - AP Archive - YouTube